# Rybojedzko (województwo wielkopolskie)
Rybojedzko – wieś w Polsce położona w województwie wielkopolskim, w powiecie poznańskim, w gminie Stęszew.
Rybojedzko jest położone między północnym krańcem Jeziora Strykowskiego a drogą wojewódzką nr 306, przy ulicy Stęszewskiej.
W latach 1975–1998 miejscowość administracyjnie należała do województwa poznańskiego. W 2021 roku liczyło według spisu powszechnego 252 mieszkańców.